# Castelo de Bollwiller

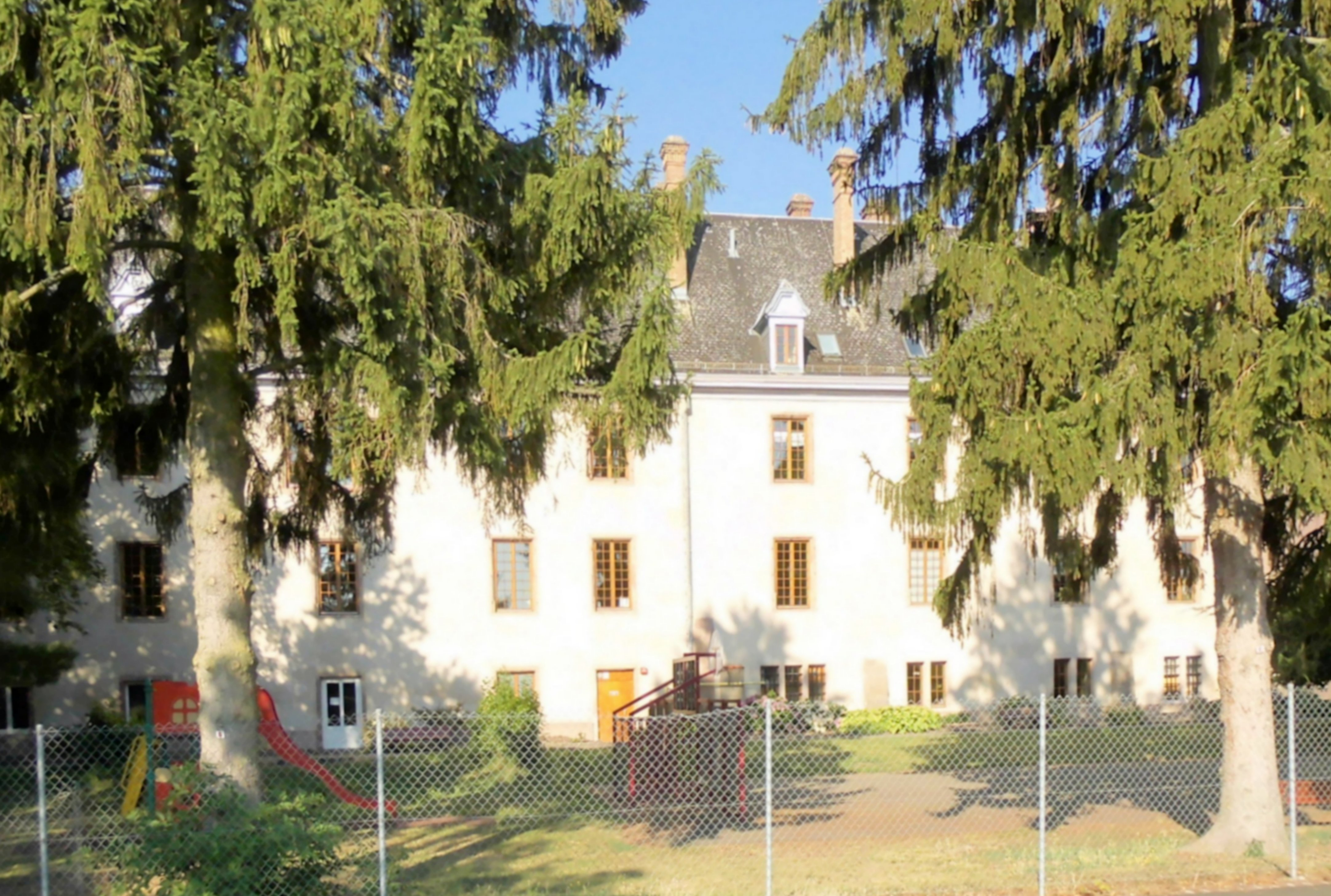
Castelo do Bollwiller

O Château de Bollwiller é um château no município de Bollwiller, no departamento de Haut-Rhin, Alsácia, França. Datado de 1589, foi classificado como um Monument historique em 2007.